# Aleja 9 Lipca
Aleja 9 Lipca  (hiszp. Avenida 9 de Julio) – aleja w centrum Buenos Aires w Argentynie. Jej nazwa upamiętnia dzień uzyskania niepodległości przez Argentynę – 9 lipca 1816.
Jest to najszersza ulica na świecie – ma aż 16 pasów ruchu oraz ponad 100 metrów szerokości. Budowa ulicy rozpoczęła się w latach 30. XX wieku i od czasu inauguracji w 1937 roku była kilkukrotnie, znacząco przebudowywana.
Na środku Plaza de la República, w miejscu gdzie aleja 9 Lipca krzyżuje się z Avenida Corrientes zlokalizowany został El Obelisco. 